# Marcy-sous-Marle
Marcy-sous-Marle är en kommun i departementet Aisne i regionen Hauts-de-France i norra Frankrike. Kommunen ligger  i kantonen Marle som ligger i arrondissementet Laon. År 2022 hade Marcy-sous-Marle 204 invånare.

## Befolkningsutveckling
Antalet invånare i kommunen Marcy-sous-Marle
Referens: INSEE